# Sévérac-l'Église
Sévérac-l'Église é uma ex-comuna francesa na região administrativa de Occitânia, no departamento de Aveyron. Estendeu-se por uma área de 13,69 km². Em 2010 a comuna tinha 416 habitantes (densidade: 30,4 hab./km²).
Em 1 de janeiro de 2016 foi fundida com a comuna de Laissac para a criação da nova comuna de Laissac-Sévérac-l'Église.